# Wholetrain
Wholetrain, również whole-train – pomalowany cały skład taboru kolejowego farbami w sprayu. Rysunek, będący graffiti przedstawia pseudonim artysty, dowolny wybrany napis lub też tak zwany charakter (postać). Do pomalowania pociągu dochodzi najczęściej w nocy, kiedy to skład zostawiony jest na noc pusty. Głównym celem w zrobieniu wholetrain’a jest pomalowanie całego pociągu w jak najszybszym czasie, a estetyka pracy zależy od umiejętności autora. Pomalowanie pociągu jest nielegalne i traktuje się to jako wandalizm.

## Regulacja prawna w Polsce
Za uprawianie graffiti w miejscach do tego niedozwolonych można zostać pociągniętym do odpowiedzialności karnej w Polsce z przepisu art. 288 k.k. o zniszczeniu cudzej rzeczy lub poniesienia grzywny za wykroczenie z art. 124 k.w. o zniszczeniu rzeczy.

## Historia
Pierwszego pomalowania całego wagonu (whole car) dokonał grafficiarz o pseudonimie Caine1, natomiast niecały rok później grupa „Fabulous Five” zrobiła pierwszy wholetrain malując dwa całe pociągi. W późniejszych latach grafficiarze zaczęli przykładać coraz większą uwagę do estetyczności i spójności prac. Grafficiarze inspirowali się podstawowymi stylami graffiti aby później w swoich pracach urozmaicić swój styl i kompozycję często nadając im dynamiki. Graffiti wiąże się z kulturą hip-hopu i jest jednym z jej czterech nieodłącznych elementów. Zrobienie wholetraina wiązało się z dużym szacunkiem, zdolnościami oraz respektem wśród innych grup graffiti, które ze sobą rywalizowały pod względem liczby namalowanych prac.

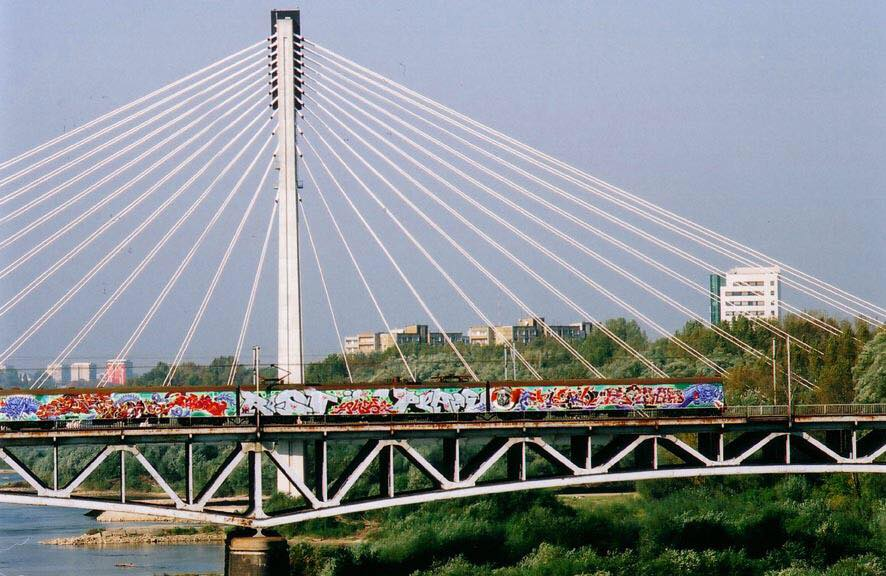
Wholetrain z filmu „Grafficiarze”

## Film
Film produkcji niemieckiej z 2006 roku, Wholetrain (Grafficiarze) opowiada o młodej grupie chłopaków (grafficiarzy) z Monachium, którzy malują graffiti na pociągach. W mieście pojawiają się inni artyści przez co bohaterowie wystawieni są na ciągłą konkurencję. Walka i trud dorastania sprawia, że gdy jeden z bohaterów ginie wszystko się zmienia.